# Lillesjön (Stengårdshults socken, Småland, 638161-137737)
Lillesjön är en sjö i Gislaveds kommun i Småland och ingår i Nissans huvudavrinningsområde. Sjön är 3,5 meter djup, har en yta på 0,13 kvadratkilometer och är belägen 204 meter över havet. Vid provfiske har abborre, braxen och mört fångats i sjön.

## Delavrinningsområde
Lillesjön ingår i det delavrinningsområde (638406-137724) som SMHI kallar för Ovan Svanån. Medelhöjden är 228 meter över havet och ytan är 24,37 kvadratkilometer. Räknas de 3 delavrinningsområdena uppströms in blir den ackumulerade arean 107,78 kvadratkilometer. Svanån (Radan) som avvattnar avrinningsområdet har biflödesordning 2, vilket innebär att vattnet flödar genom totalt 2 vattendrag innan det når havet efter 160 kilometer. Delavrinningsområdet består mestadels av skog (82 procent). Avrinningsområdet har 0,38 kvadratkilometer vattenytor vilket ger det en sjöprocent på 1,6 procent.